# Philip Bailey
Philip Bailey er en sanger fra USA. Philip Bailey er bedst kendt som én af forsangerne i gruppen Earth Wind & Fire.

## Diskografi
- Continuation (1983)
- Chinese Wall / Inside Out (1984)
- Chinese wall (1984)
- The wonders of his love (1984)
- Inside out (1986)
- Family affair (1989)
- Philip bailey (1994)
- Life and love (1998)
- Dreams (1999)